# Aire marine protégée des fonds marins de Meloria
L'aire marine protégée des fonds marins de Meloria (en italien : Area marina protetta Secche della Meloria) est l'aire marine protégée de la Meloria située à environ 3,5 milles marins au large de Livourne, en Toscane.  

## Description
La zone des bas-fonds autour des récifs de Meloria a représenté pendant des siècles une protection défensive contre les incursions ennemies  pour la république de Pise, mais aussi le lieu de nombreux naufrages qui est devenue une zone archéologique. 
L'aire marine protégée est formée d'un banc rocheux entouré d'eaux sablonneuses et boueuses d'une superficie de 9 372 ha s'étendant jusqu'à 12 km au large. Le fond marin varie de 2 m à 30 m et l'habitat est une alternance de zones rocheuses avec des bassins caractéristiques et des prairies de posidonie.
Géologiquement, la Meloria est constituée d'un banc de grès calcaire correspondant à une faille sous-marine active appelée « rift de Meloria » qui a provoqué de nombreux tremblements de terre locaux allant jusqu'à 3,5 sur l'échelle de Richter.

### Flore et faune
L'aire marine fait partie du réseau Natura 2000 en 2009. La région de Toscane l'a identifiée comme Site d'importance communautaire en 2011 et comme zones spéciales de conservation en 2015.
Elle s'inscrit dans l'espace marin du Sanctuaire Pelagos.
La flore se compose principalement de Posidonie et de Caulerpa racemosa tandis que la faune a une riche variété comme : Symphodus roissali, Serran commun, rascasse rouge, murène commune, Coris julis, Aphia minuta, Pelagia noctiluca et autres.